# ایدان کالینز
ایدان کالینز (انگلیسی: Aidan Collins؛ زادهٔ ۱۸ اکتبر ۱۹۸۶) بازیکن فوتبال اهل بریتانیا است.
از باشگاه‌هایی که در آن بازی کرده‌است می‌توان به باشگاه فوتبال کمبریج یونایتد، باشگاه فوتبال بوهمیان، باشگاه فوتبال استوک‌پورت کانتی، باشگاه فوتبال چلمزفورد سیتی، باشگاه فوتبال ایپسویچ تاون، و باشگاه فوتبال وایکام واندررز اشاره کرد.